# Albumină
Albumina (din latină: albumen - albuș de ou) este numele generic al oricărei proteine care este solubilă în apă, este parțial solubilă în soluții saline concentrate, și se denaturează la căldură (se coagulează). Acestea au o masă molară de aproximativ 65 000 g/mol, având în structura lor 580-610 de resturi de aminoacizi.
Substanțele care conțin albumină, cum ar fi albușul de ou, sunt numite albuminoizi.
Mai pot fi găsite în mușchi, lapte, precum și în cereale.
La mamifere, albumina este sintetizată de ficat; incapacitatea de a o sintetiza fiind o manifestare importantă a bolilor hepatice cronice.
Un exemplu îl constituie albumina serică, care se găsește în plasma sanguină și este importantă în menținerea volumului plasmatic.
Nivelul scăzut de albumină serică poate indica o stare de malnutriție.

## Funcții
Albumina (serumalbumină) este esențială pentru menținerea unei presiuni oncotice, care să participe la distribuția lichidelor între plasmă și mediul extracelular. 
- Transportul hormonilor tiroidieni;
- Transport de hormoni liposolubili;
- Transportul acizilor grași liberi;
- Transportul bilirubinei neconjugate;
- Transportul unor medicamente;
- Transportul triptofanului;
- Leaga ionii de calciu;
- Tampon pH;
- Rezervă de aminoacizi.

Alfa-fetoproteina este o proteină plasmatică fetală care poate lega diferiți cationi, acizi grași și bilirubină.
Proteina care leagă vitamina D este o altă albumină, care poate lega vitamina D, metaboliții acesteia, precum și acizii grași.

## Vezi și
- Cod ATC B05